# Universidad Inha
La Universidad Inha (인하대학교 (en hanja, 仁荷大學校; romanización revisada, Inha Daehakgyo; McCune-Reischauer, Inha Taehakkyo) es una universidad privada con su campus principal en Incheon (Corea del Sur) y otro campus en Tashkent (Uzbekistán).

## Historia
Fundada el 20 de abril de 1954 por el primer presidente de Corea del Sur, Syngman Rhee, el capital inicial y el impulso para fundar una universidad también vinieron de los emigrantes coreanos a Hawaii, en particular de la venta del Instituto Cristiano Coreano. El nombre de la universidad está compuesto por las primeras sílabas de Incheon ("In") y Hawaii ("ha"). También en 1954, su primer año de funcionamiento, se fundó el Instituto Tecnológico Inha. Durante las décadas de 1950 y 1960, la institución experimentó ampliaciones que dieron como resultado una gama más amplia de programas y áreas de investigación.
En 1971 recibió oficialmente el estatus de universidad. Actualmente se encuentra entre las diez mejores universidades de Corea del Sur, especialmente en el campo técnico. En 2022, la Universidad Inha también fue una de las diez universidades con excelentes evaluaciones en lo que respecta a programas de intercambio. La universidad forma parte del Consorcio Global U8, una red interuniversitaria internacional que incluye, por ejemplo, a la Universidad de Xiamen, ubicada en China, y la Universidad de Hull, en el Reino Unido.
En 2014, la Universidad Inha estableció un segundo campus en Tashkent, Asia Central. Esta fundación es el resultado de la cooperación entre la Universidad Inha y el gobierno de Uzbekistán.

## Campus
Su campus principal está ubicado en Incheon y tiene una superficie total de 0,44 km² y limita con el distrito de Munhak. Hay un pequeño bosque en el campus al que se ha dado el nombre del filósofo alemán Martin Heidegger.
El campus cuenta con edificios administrativos, salas destinadas a clases docentes y prácticas, residencias de estudiantes e instalaciones deportivas, incluido un campo de béisbol.

## Facultades y colegios
Se ofrecen 25 disciplinas en un total de 49 departamentos. Hay un total de once facultades o escuelas que ofrecen cursos de pregrado:
- Colegio universitario
- Facultad de Ingeniería
- Facultad de Ciencias Naturales
- Facultad de Administración de Empresas
- Facultad de Educación
- Facultad de Ciencias Sociales
- Facultad de Humanidades
- Facultad de Medicina
- Colegio de Convergencia Futura
- Facultad de Artes y Deportes
- Escuela de Estudios de Convergencia Global